# Battenans-Varin
Battenans-Varin är en kommun i departementet Doubs i regionen Bourgogne-Franche-Comté i östra Frankrike. Kommunen ligger i kantonen Maîche som tillhör arrondissementet Montbéliard. År 2022 hade Battenans-Varin 79 invånare.

## Befolkningsutveckling
Antalet invånare i kommunen Battenans-Varin
Referens:INSEE